# Tubular Bells III
Tubular Bells III – album brytyjskiego muzyka Mike’a Oldfielda nagrany w 1998 roku. Jest to trzecia część Dzwonów Rurowych, choć stylistycznie zupełnie odmienna. W warstwie muzycznej nawiązuje do muzyki chillout i muzyki tanecznej, jednak występują także elementy rocka i flamenco. Duży wpływ na kształt płyty miała przeprowadzka artysty na Ibizę.

## Lista utworów
Album zawiera utwory:
1. „The Source of Secrets” – 5:35
2. „The Watchful Eye” – 2:09
3. „Jewel in the Crown” – 5:45
4. „Outcast” – 3:49
5. „Serpent Dream” – 2:53
6. „The Inner Child” – 4:41
7. „Man in the Rain” – 4:03
8. „The Top of the Morning” – 4:26
9. „Moonwatch” – 4:25
10. „Secrets” – 3:20
11. „Far Above the Clouds” – 5:30